# フェルナン・ピレス・デ・アンドラーデ
フェルナン・ピレス・デ・アンドラーデまたはフェルナン・ペレス・ダンドラーデ（ポルトガル語: Fernão Pires de Andrade, Fernão Peres de Andrade, Fernam (Fernã) Perez Dandrade、生年不詳 - 1552年）は、ポルトガルの商人、薬学者、外交官。1513年のジョルジ・アルヴァレスと1516年のラファエル・ペレストレーリョに続き1517年に中国沿岸に到達し、明とヨーロッパとの直接交易と外交関係構築を試みた三人目のヨーロッパ人である（ただし元代にはマルコ・ポーロに代表されるように陸路や中東経由で中国に渡ったヨーロッパ人は少なくないが、元が衰亡した後は、こうした東西交流は途絶えていた）。アンドラーデの活動は、初期には使節として北京まで到達するなど成功をおさめたが、弟のシモン・デ・アンドラーデらの海賊行為や、ポルトガル人のマラッカ占領の実態が明政府に知らされたことで、ポルトガルと明の関係は急速に冷え込んだ。広東で捕らえられたアンドラーデは両国間で数度の戦闘が行われた末に獄死、もしくは処刑された。その後、両国の貿易関係は1540年代になってようやく正常化し、1557年にポルトガルがマカオの支配を確立することになる。
明側の文献では、アンドラーデは「フランキ」 (佛郎機)と呼ばれている。これはフランク人が語源の言葉で、もとはムスリムによるヨーロッパ人の総称だった。東南アジアではファランという語に転訛している。

## アジア遠征

### インド、スマトラ、マラッカ

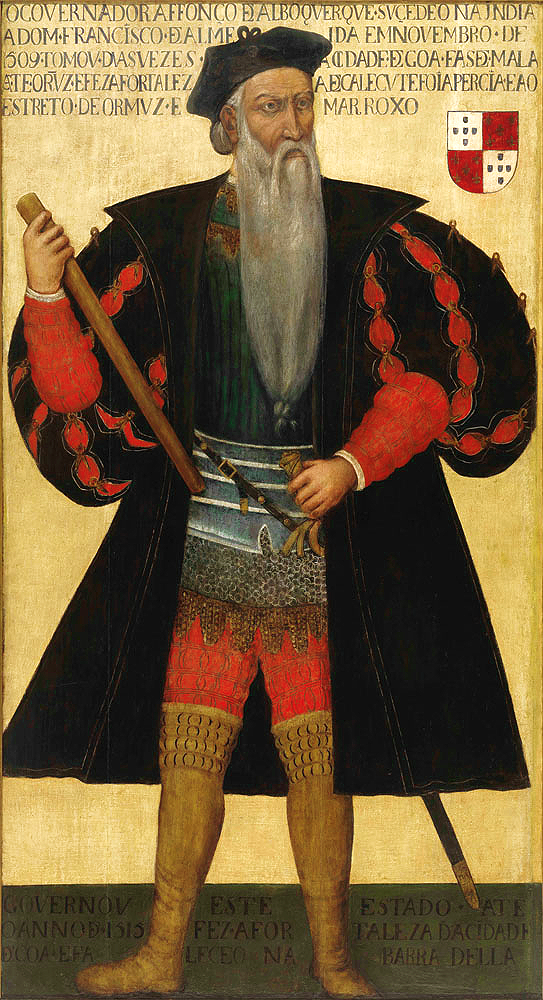
アフォンソ・デ・アルブケルケ。マラッカ王国を征服し、明に最初の使者を派遣した人物である。

アフォンソ・デ・アルブケルケが1511年にインドのコーチを出発してマラッカ王国を征服したとき、フェルナン・ピレス・デ・アンドラーデはその艦隊の中の一隻の艦長であった。ポルトガルの歴史家ジョアン・デ・バロス(1496年 – 1570年)によれば、アルブケルケ率いるポルトガル艦隊がスリランカとアチェの間の海域で大嵐に遭った時、シモン・マルティーニョの船が沈んだが、その乗組員は全員アンドラーデの船に救出された。この損失を埋め合わせるため、ポルトガル艦隊はグジャラートからマラッカ・スマトラへ向かっていた5隻の船を拿捕し、徴用した。その後 東南アジアに到達したこの小さなポルトガル艦隊は、ルムッ（現マレーシア・ペラ州）とベラワン（現インドネシア・北スマトラ州）の間にある島で、マラッカの「ムーア人」の「ジャンク船」と交戦した。バロスによれば、両艦隊は2日間にわたって戦い続けた。敵方は火船を用いてアルケブルケの船を焼こうとしたり、至近距離まで近づいて矢を射かけてきたりした。最終的に敵のジャンク船は降伏したが、ポルトガル人はその船と船員を称えて「オー・ブラボー」（勇敢な）と呼んだ。ポルトガル人の船員たちの意向を受けて、アンドラーデはオー・ブラボーの船員を「単に戦っている相手が誰だか気づいていなかった」ポルトガルの属民とみなすことで助命するようアルケブルケを説得した。最終的にはアルケブルケもこれを了承した。
バロスはアルケブルケのスマトラ遠征を物語ったのち、中国がスマトラとインドの間の交易路を主に支配していること、またスマトラに住む中国人の存在感についても言及している。バロスによれば、スマトラのパセン（Pacem）という王国でアンドラーデが中国で交易もしくは献上品として使うための香辛料を集めて船に載せている間に、2人の王が殺害され、王位が簒奪された。これにより何らかの混乱、内乱が起きたのは明らかである。というのも、そこではいかなる指導者も神授的な権力を持っているとみなされることがなく、他の王族によって殺されうるということをバロスが記録しているからである。歴史家のマーク・ディオンによれば、フェルナンは自身の著作でも同様の話を述べるとともに、ムスリムでなければ王に取って代わることができない、というバロスの著作には見られない内容を付け加えている。

### ポルトガルと中国の接触初期
1509年にディオゴ・ロペス・デ・セケイラ率いるポルトガル艦隊が初めてマラッカに到来して交易関係を築こうとしたとき、彼らはジャワ人やタミル人、そして中国人の商人の支援を受けた。 この縁で、1511年にマラッカを征服したのち、ポルトガル人はヨーロッパに向けた香辛料貿易を独占するのみならず、中国人商人とも積極的に取引を行った。1513年にアルケブルケの命を受けて北方探検に出たジョルジ・アルヴァレスは広東沿岸を航行した後、「タマン島」に拠点を築いた。これに続いて1516年には、ラファエル・ペレストレーリョが広州ではじめて本土の中国人との貿易に成功した。彼は、中国を他のポルトガル人の意欲をかきたてる魅力的な貿易先とする報告書をまとめた。これにより、次の行き先を中国とするかベンガルとするかで揺れていたアンドラーデらの方針は、中国行きに大きく傾いた。

### マヌエル1世による中国使節団

#### 使節の選定

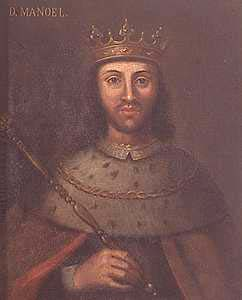
ポルトガル王マヌエル1世

1515年に、アンドラーデはリスボンに帰国していた。1517年6月17日、彼はマヌエル1世の命を受け、ムスリムの通訳と大砲を積んだ7隻の武装商船団を率いて再びアジアに向け出航した。この任務の総責任者にアンドラーデが選ばれたのは、彼自身が薬学者であり、中国医学の知識をヨーロッパに持ち帰ることを期待されたためであった。また、インドで中国貿易に関する報告書を書いたフィレンツェ商人ジョヴァンニ・ダ・エンポリや、王家のアポセカリーでインドにわたり、1515年に同じくインドでアジアの貿易に関するランドマーク的な書物を著したトメ・ピレスも通商使節の責任者に選ばれた。なお、ダンポリは同年10月15日に乗船で起きた失火事故により死亡した。

#### 中国との最初の接触
船団はマラッカ海峡で1隻を失ったものの、途中で加わった船を含めて8隻の船が8月15日に珠江デルタに到達し、広東で絹や磁器を取引できるよう明当局と交渉した。アンドラーデが広東に向けて川を遡行する許可を求めている間、香山管轄下の南頭の明水軍司令官が河口でポルトガル船団を足止めした。しかしアンドラーデが許可を得ぬまま強行突破するといって脅してきたので、明の司令官は彼らを通すことにし、水先案内人を付けた。
広東の港に入ったポルトガル船団は、かつてポルトガル人がマラッカに入ってきたときに中国人商人が行ったのをまねて礼砲を放った。しかしそのせいで明当局はいっそう警戒を強めた。その裏には、ポルトガル人に追い出されたマラッカのスルターンが明宮廷に助けを求めている状況があった。これについてポルトガル側は、亡命したスルターンのもとで虐げられていた中国人商人を自分たちが救ったという説明をした。しかしこれも裏目に出て、広東の当局のポルトガル人に対する視線はさらに険悪なものになっていった。そもそも明は海禁政策をとっており、明宮廷が直接取り仕切る朝貢貿易以外の対外貿易はすべて禁じられていた。

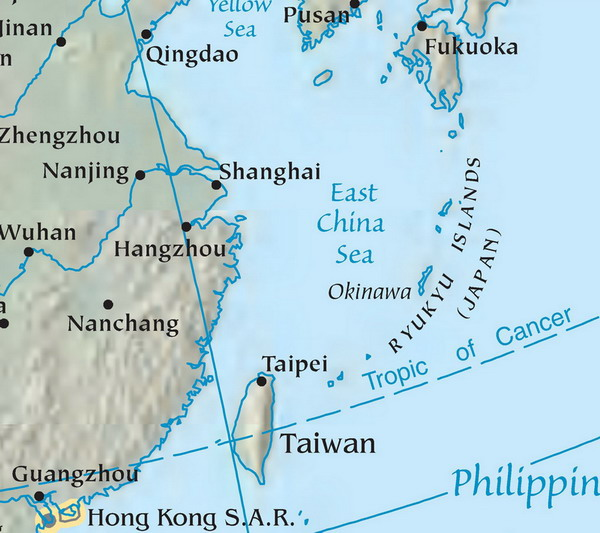
The Ryukyu Islands, where Jorge de Mascarenhas was sent by Andrade.

ところが、より上級の広東布政使司は逆の方針をとった。ポルトガル人を温かく迎え、彼らに心地よい住居を与え、積み荷を岸に下ろすことを許したのである。一度アンドラーデが交易路を探索するために福建沿岸に船を派遣した際にはスパイ疑惑をかけられたが、彼はポルトガル人に傷つけられた地元民の救済を申し出て、相手に好感情を持たせることに成功した。また彼は福建のほかにも、マラッカにいたときにその美しさを伝え聞いていた琉球諸島に向けて、ジョルジ・デ・マスカレニャスという名の船長を探検に向かわせた。

#### アンドラーデの弟と友好関係の崩壊
フェルナン・ピレス・デ・アンドラーデには、シモン・デ・アンドラーデという弟がいた。彼は1519年8月に3隻のジャンク船からなる小艦隊を率いてマラッカを発ち、中国沿岸に現れた。シモンは早速タマンに要塞を築いてしまい、明当局の反感を買った。その直後、シモンは一人のポルトガル人を仰々しく処刑するとともに他の外国人(小タイ族を中心とした東南アジア人)をタマンでの交易から締め出し、無用の注目を集めた。明の役人がタマンにやってきて島に対する支配権を主張した際、シモンはその役人を殴り、帽子を叩き落した。
明側がポルトガルに対する態度を硬化させた最大の理由は、ポルトガル人が中国人の子供をさらって食べているという噂が流れたことだった。シモンは幼い中国の奴隷を買ったりさらったりしているということで他のポルトガル人からも悪評を買っていた。実際、裕福な中国人の子女が消え、後になってはるか西方インドのディウでポルトガル当局に発見されるという事例もあった。1520年9月までのシモンの中国滞在中には彼の行動に関する公式な報告書が書かれていない。しかしシモンの悪い噂は次第にポルトガル人全体を対象とするようになり、ついには北京の宮廷にまで達した。宮廷は直ちにポルトガル人を諸々の嫌疑について詰問した。
シモン・デ・アンドラーデは広東を離れた後、厦門や寧波にも入植地を建設した。彼は寧波でも明の法に逆らい続けた。1545年に彼の部下が中国人との商取引でだまされた際には、シモンは武装した一団を派遣して街を掠奪し、地元の女性や少女を捕虜とした。激怒した寧波の住民は結束して反撃し、シモン配下のポルトガル人たちを殺した。同様の事件は後の1549年にも起きた。コエーリョ・デ・ソウサが福建・錦州の裕福な在留外国人の邸宅を制圧したので地元当局がポルトガル人への補給を断つと、彼らは明の兵を攻撃し、周囲の村々を漁りまわった。ついに当局がポルトガル人の船13隻を焼き払い、生き残ったポルトガル人30人は命からがらマカオの居留地に逃げ込んだ。

#### 交渉頓挫

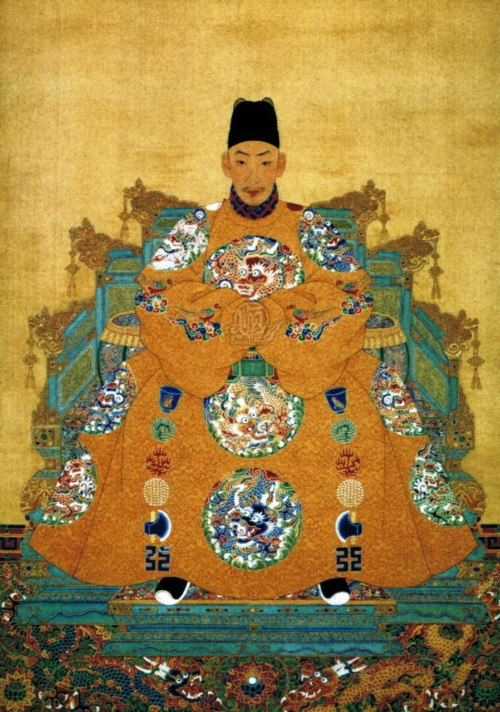
正徳帝

まだシモン・デ・アンドラーデが現れていない1518年、ポルトガル使節団の先遣隊が広東を離れ、陸路北へ出立した。1520年1月にはフェルナン・ピレス・デ・アンドラーデとトメ・ピレスが残りを率いて後を追った。1520年5月、南京に到着した使節団は、ここで寧王の乱鎮圧のためにやってきていた正徳帝に簡素な謁見を許された。しかしより深い交渉は北京で、しかも正徳帝が帰京してからということになり、使節団は一足早く北京に向かい、皇帝の帰還を待つことになった。
中国側にはこの件に関する詳細な記録が無いが、ポルトガル側の文献には、ポルトガル人が各月の1日および15日に呼び出され、紫禁城の城壁の前で皇帝への目通りを求めて土下座させられたことが記録されている。1521年1月、使節団は、皇帝が通州に至り、そこで寧王朱宸濠を処刑したという報を受け取った。またポルトガル人たちは、マラッカの亡命スルターンが北京に使者を送り、皇帝にポルトガル人排除と自身の再登位を求めていることに気づいた。さらにポルトガル人は、二人の明の役人が、ポルトガルのマラッカ征服を批判し通商交渉を蹴るよう奏じていることも知った。これに加え広東からも、ポルトガル人は勝手に貿易拠点を築こうとする厄介な外国人であるという報告が北京に送られてきた。
1521年4月19日に正徳帝が死去したことで、外国使節の饗応を含むすべての式典が取りやめられた。そして内閣大学士の楊廷和が宦官勢力を抑え、強大な権限を握るようになった。公式には明にとって周辺各国は朝貢国のリストに載っているだけの存在だが、利に聡い宦官たちは積極的に交易路を外国へ広げようとしていた。こうした動きは宦官に操られていた正徳帝の時代には自由であったが、彼が死去したことで宦官の権力基盤が崩れ、アンドラーデは皇帝の死の翌日に要望却下を言い渡され、ポルトガル使節団は広東に戻らざるを得なくなった。

### 破局

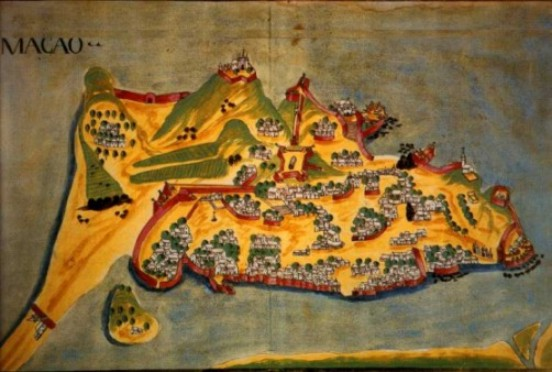
マカオ半島の地図（1639年）

これに先立つ1521年4月から5月にかけて、5隻のポルトガル船がタマオに入港していた。しかし正徳帝の死により、彼らも地元当局から立ち退きを要求された。ポルトガル人がこれを拒絶したため、明当局は艦隊を派遣してポルトガル船を沈め、多くのポルトガル人を殺し、残りを捕虜とした（屯門の戦い）。6月にはさらに2隻のポルトガル船がやってきた。彼らは中国船の攻撃を受けたが、逃げ延びることができた。9月にも3隻のポルトガル船が来航し、かろうじて明軍の攻撃をかわした。フェルナン・ピレス・デ・アンドラーデやトメ・ピレスら使節団が広東に帰ってきたのはこの月だった。明当局はアンドラーデらに捕虜との面会を認めず、ポルトガル人の船から奪った物品を整理していた。
1522年8月、マルティム・アフォンソ・デ・メーロ・コウティーニョが3隻の船を率いてタマオに到来した。彼もまた中国での貿易を行う許可を明から得るために来ていて、戦闘の準備はしていなかった。明水軍の奇襲を受けたポルトガル艦隊は2隻を沈められ、1隻のみがポルトガルに逃げ帰れた（西草湾の戦い）。明軍が圧勝を続けた理由としては、これ以前からのポルトガル人との接触を通じて後装式のフランキ砲を入手していたことも挙げられる。広東ではいち早く査係広東按察使の汪鉉がポルトガル式兵器の導入を提言して蜈蚣船と呼ばれる新式船を建造し、フランキ砲を載せて西草湾の戦いに投入した。内陸でも、既に1519年の江西の反乱を王陽明が鎮圧した際にフランキ砲が用いられていたという記録がある。
最終的に、ポルトガル人の捕虜たちは1523年に「外海での強盗行為」および食人の罪で処刑された。ただしトメ・ピレスはポルトガル王やインド副王、マラッカ総督に向けて書簡を出させるために囚人のまま留め置かれた。彼の手紙は、新たに即位した嘉靖帝からの「ポルトガル人はマラッカを離れ、これを正当ながら追放されていた王のもとに返すべきである」という書簡とともに各方面に送られた。フェルナン・ピレス・デ・アンドラーデに関しては、この間に獄死したとする文献もあるが、弟シモンの行状などから本物の使節ではないと疑われ、信任状偽造の罪を着せられて他のポルトガル人とともに斬首されたとするものもある。トメ・ピレスは中国から出られないまま獄死した。その年については1524年とするものと1540年とするものの2説がある。少なくとも1536年ごろの時点では使節団のうち2人が生存していて、マラッカやゴアに向けて、ポルトガルが広東を力ずくで奪うための詳細な計画を書き送っている。こうした生存者たちは、広東のLampaco（Lampa）という貿易拠点に隠棲していた。1537年の時点で、ポルトガルは広東にLampa、上川島、マカオという3つの貿易拠点を有していた。といっても公式に貿易を許されたわけではなく、表向きは嵐で濡れた積み荷を乾かす場として認められただけだった。

## その後の中葡関係
ポルトガルと中国の最初の接触は最悪の結末に終わった。しかし1549年には関係が好転し、ポルトガル人は沿岸の海賊の掃討に協力する見返りとして毎年上川島に入って貿易できるようになった。1554年、レオネル・デ・ソウサ（後のマカオの第二代カピタン・モール）が葡中合意を結び、明と良好な関係を築いた。1557年、ついに明政府は、マカオをポルトガル人に永続的かつ公式な貿易拠点として与えた。なお、アンドラーデの北京訪問以降、南洋から到来したヨーロッパの外交使節が北京に到達するのは、イタリア人イエズス会宣教師マテオ・リッチによる1598年の旅を待たねばならない。